# Наказна Тетяна
Тетяна Наказна (нар. 6 серпня 1972) — українська сучасна п'ятиборка. Вона брала участь в особистому заліку серед жінок на літніх Олімпійських іграх 2000 року.